# Gunnar Milles
Carl Gunnar Erik Milles, född 17 juni 1936 i Kungsholms församling i Stockholm, är en svensk journalist.
Gunnar Milles är son till arkitekt SAR Evert Milles och Anna-Maja, ogift Åqvist. Efter avlagd filosofie kandidat-examen i Stockholm 1964 var han anställd vid Focus uppslagsböcker 1964–1968, Åhlén & Åkerlunds förlag 1968–1970, TT:s radioredaktion 1970–1978, Sverige-Nytt 1978–1989, chefredaktör där 1984–1989 och från 1989 pressombudsman för Televerket. Han var ordförande i Stockholms studentfilmstudio 1961–1962, styrelseledamot i Millesgårdens stiftelse från 1964 och moderat ledamot av kyrkofullmäktige 1979–1985. Han författade Svenskarna och deras järnvägar (1970).
Han var från 1963 gift med filosofie kandidat Ulla Britta Söderström (1937–2019), dotter till diplomingenjören Wilhelm Söderström och Marianne, ogift Berner. Han är far till Ulrika Milles, Lovisa Milles, Erik Milles, Ludvig Milles.